# یوکیا کاجیوارا
یوکیا کاجیوارا (ژاپنی: 梶原 夕希也؛ زادهٔ ۲۴ ژوئن ۱۹۹۶) یک بازیکن فوتبال اهل ژاپن است.
از باشگاه‌هایی که در آن بازی کرده‌است می‌توان به باشگاه فوتبال گراونز کیتاکیوشو اشاره کرد.